# Sivermyrtjärnen
Sivermyrtjärnen är en sjö i Sollefteå kommun i Ångermanland och ingår i Ångermanälvens huvudavrinningsområde. Sjöns area är 0,03 kvadratkilometer och den befinner sig 258 meter över havet.